# Sean Parker
Sean Parker (sinh năm 1979) là một kỹ sư mạng Internet và là một doanh nhân người Mỹ. Parker từng là một trong những nhân viên đầu tiên của Napster, đồng sáng lập của Plaxo và Causes, và từng làm việc tại Facebook.

## Tiểu sử
Cha của Parker bắt đầu dạy anh lập trình khi anh mới 7 tuổi. Mười sáu tuổi anh đã bị kết án vì hack.

### Giáo dục
Parker theo học Trường Trung học Oakton tại Fairfax County, Virginia được hai năm trước khi chuyển đến Trường Trung học Chantilly vào năm 1996. Parker tốt nghiệp hai năm sau đó.

### Napster và Plaxo
Năm 1999, Parker trở thành nhân viên ban đầu của Napster, một dịch vụ chia sẻ file nhạc. Dịch vụ này đã kéo theo sự nổi giận của các hãng ghi âm. Những vụ kiện cáo của các liên đoàn công nghiệp này đã khiến cho Napster phải đóng cửa. Không như người ta nghĩ, Parker không phải là đồng sáng lập của Napster như những bài thông tin của Napster đã miêu tả.
Tháng 11 năm 2002, Parker thành lập Plaxo, một mạng xã hội và quyển danh bạ trực tuyến. Anh rời Plaxo vì những xung đột với hai cổ đông của công ty, Sequoia Capital và Ram Shriram.

### Tại Facebook
Năm 2004, Parker - một cách không chính thức, bắt đầu đưa ra những lời khuyên dành cho những nhà tạo lập của Facebook và trở thành chủ tịch điều hành đầu tiên của công ty này. Parker nhận được 7% cổ phần của Facebook sau khi công ty tiến hành hợp nhất một năm sau đó. Parker bị buộc phải rời Facebook vì bị nghi ngờ tàng trữ cocain. Trong khi đang đi nghỉ ở Bắc Carolina, cảnh sát đã tìm thấy ma túy trong căn nhà nghỉ mà Parker đã thuê. Anh không bị buộc tội vì thiếu bằng chứng. Nhà đầu tư lớn nhất của Facebook, Jim Breyer của Accel Partners, đã thúc dục việc trục xuất Parker ra khỏi công ty.

## Miêu tả trên truyền thông
Trong phim The Social Network của đạo diễn David Fincher, vai Sean Parker được đóng bởi Justin Timberlake. Parker miêu tả bộ phim là "hoàn toàn hư cấu", và nói rằng anh ước cuộc sống của anh cũng "tuyệt vời như vậy".